# Thomas Mekhiche
Thomas Mekhiche, né le 15 juin 1986 à Dreux, est un journaliste sportif français.

## Biographie
Il grandit à Dreux, où son père tient un café-tabac-presse en centre-ville. Enfant du quartier des Bâtes, Il est scolarisé au collège Albert Camus et au lycée Rotrou. Il passe un BTS commerce international à Chartres avant de s'orienter vers la communication au sein de l'Institut des hautes études économiques et commerciales (INSEEC) de Paris. Il commence sa carrière lors d'un stage à RMC en 2010 avant d'y devenir pigiste jusqu'en 2013.
En 2013, il intègre à la fois Eurosport, en tant que journaliste de bord de terrain et L'Équipe 21, où il fait ses premières apparitions à la télévision. 
En 2015, il intègre le groupe TF1 et devient chroniqueur pour l'émission Téléfoot, l'After et en mars 2017, il devient le présentateur de la Quotidienne de Téléfoot, une pastille de cinq minutes diffusée sur MyTF1 et les réseaux sociaux. 
En août 2017, il devient chroniqueur de l'émission Téléfoot avec l'Instant T et le Oui-Non. Pendant la Coupe du monde 2018, il est chroniqueur dans Le Mag de la Coupe du monde, présenté par Denis Brogniart.
En 2022, il présente le magazine de la Coupe du monde féminine de rugby à XV sur TF1. La compétition est organisée en Nouvelle-Zélande et diffusée à des heures matinales en France. Il est accompagné des anciennes joueuses Marie Sempéré et Coumba Diallo. Puis, quelques jours après la compétition, il présente Téléfoot pendant toute la Coupe du monde de football.